# Pavel Kustov
Pavel Kustov (in russo Павел Кустов?; 1965) è un ex saltatore con gli sci sovietico.

## Biografia
In Coppa del Mondo esordì il 30 dicembre 1988 a Oberstdorf (14°) e ottenne l'unico podio il 14 gennaio 1990 a Liberec (3°).
In carriera prese parte a due edizioni dei Campionati mondiali (4° nella gara a squadre a Lahti 1989 il miglior piazzamento) e a una dei Mondiali di volo, Vikersund 1990 (19°). Si laureò anche più volte campione sovietico tra il 1983 e il 1988.

## Palmarès

### Coppa del Mondo
- Miglior piazzamento in classifica generale: 21º nel 1990
- 1 podio (individuale):
  - 1 terzo posto